# Jewel Changi Airport

Jewel Changi Airport (Innenansicht, 2019)

Das Jewel Changi Airport ist ein Gebäude auf dem Gelände des Flughafens Singapur. Es liegt zentral zwischen den Terminals 1–3 und ist mit diesen zu einem Gebäudekomplex verbunden. Es beherbergt verschiedene Freizeitattraktionen, Geschäfte, Restaurants sowie ein Hotel. Der futuristische Bau besteht aus einer großen Glaskuppel und bildet selbst den Kern der Attraktionen. So wölbt sich das Dach in der Mitte nach innen und geht in das Herzstück, den von Wald umgebenen Indoor-Wasserfall Rain Vortex über. Auch die am Rand der Kuppel liegenden Nutzflächen sind zur Innenseite mit exotischen Grünanlagen bedeckt, so dass das Innere eine Art Park bildet. Die Anlage wurde von dem israelisch-kanadischen Architekten Moshe Safdie konzipiert und soll nicht nur Flugpassagiere, sondern darüber hinaus auch Einwohner und Touristen anziehen und gleichzeitig zum Erkennungszeichen des Flughafens werden. Sie wurde am 17. April 2019 eröffnet.

## Geschichte
Jewel wurde konzipiert, um den Status des Flughafens als wichtigster Luftverkehrsknotenpunkt im asiatisch-pazifischen Raum aufrechtzuerhalten. Es wurde erstmals von Lee Hsien Loong bei der National Day Rally 2013 im Rahmen der langfristigen Pläne des Flughafens Changi erwähnt, seine Kapazität bis Mitte der 2020er Jahre zu verdoppeln und "mehr Möglichkeiten für Singapur und Singapur zu schaffen".
Es wurde über dem Parkplatz des Terminals 1 gebaut, Jewel erweiterte die Ankunftshalle und die Gepäckausgabe des Terminals 1 um 70 % und die Abfertigungskapazität wird voraussichtlich von 21 auf 24 Millionen Passagiere pro Jahr steigen. Jewel wurde am 18. Oktober 2019 von Lee Hsien Loong eröffnet. In dieser Zeit hatte es 50 Millionen Besucher empfangen – etwa 300.000 Besucher pro Tag – und damit sein ursprüngliches Ziel von 40 bis 50 Millionen Besuchern für das erste Jahr übertroffen.

## Attraktionen

### Shiseido Valley
Das Shiseido Forest Valley ist eine Zusammenarbeit von Shiseido und dem Kunstkollektiv teamLab aus Japan. Es ist einer der größten Innengärten Asiens. Es erstreckt sich über fünf Stockwerke und ist ungefähr 22.000 Quadratmeter groß. Es befindet sich im Herzen des Flughafens Jewel Changi. Es beherbergt rund 3.000 Bäume und 60.000 Sträucher von 120 Arten, die in hochgelegenen tropischen Wäldern aus aller Welt leben.

### Rain Vortex

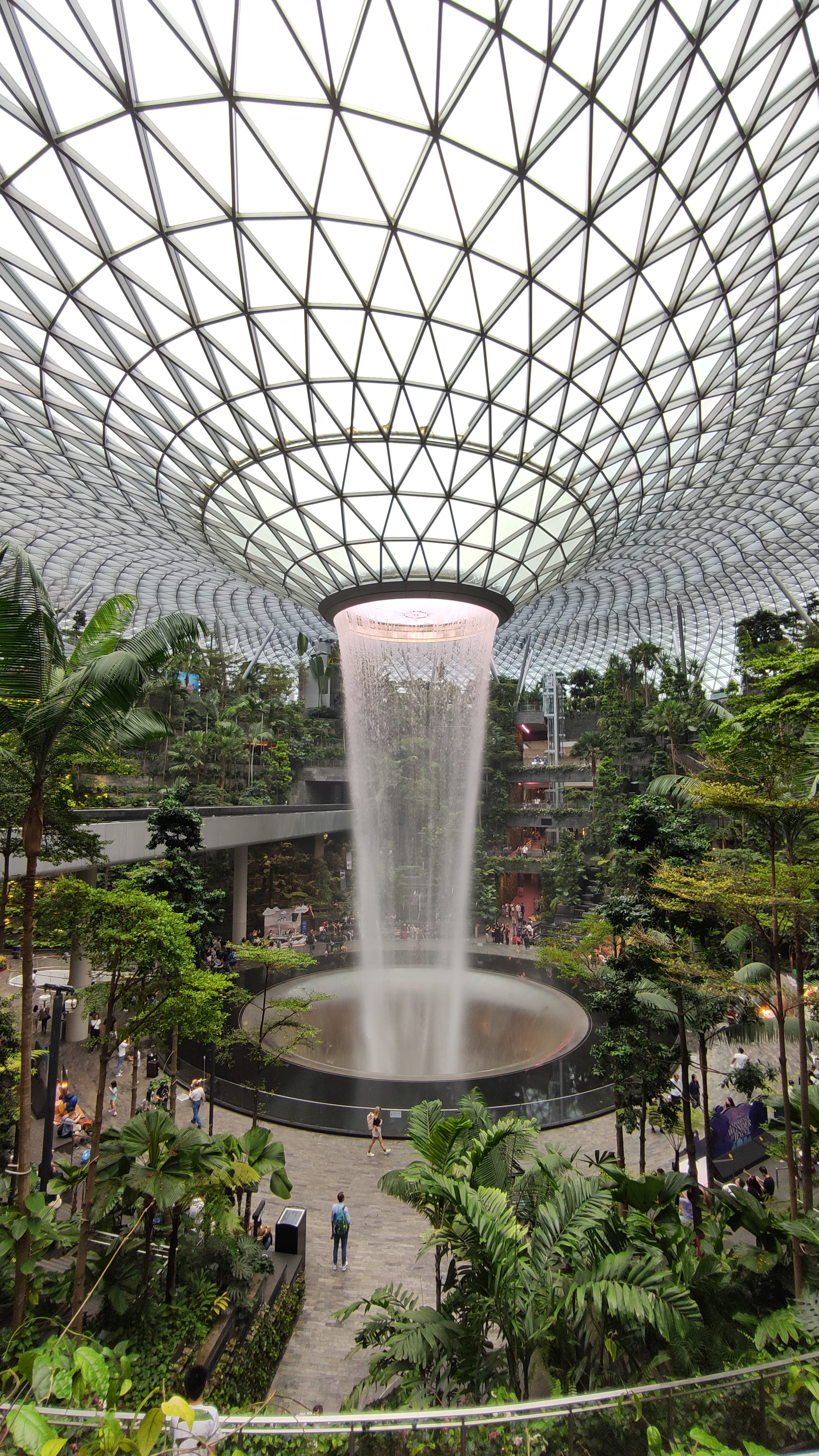
HSBC Rain Vortex im Jewel Changi Airport (2023)

Der Rain Vortex, gesponsert als HSBC Rain Vortex, ist mit einer Höhe von 40 Metern der größte und höchste Indoor-Wasserfall der Welt. Umlaufendes Regenwasser wird auf das Dach gepumpt, um durch ein rundes Loch mit einer Durchflussmenge von bis zu 37.850 Litern pro Minute in einen Pool im Untergeschoss zu fallen. Ein Acryltrichter am Boden verhindert Spritzwasser und isoliert den Klang der Kaskade. Das toroidförmige Dach hat mehr als 9000 Glasstücke, die sich über 200 mal 150 Meter erstrecken, wobei ein geneigtes Okulus als Mündung des Wasserfalls als „Fortsetzung des Gebäudes ... in flüssiger Form fertiggestellt“ dient. Nachts werden die kreisförmigen Wände des Wasserfalls zu einer 360-Grad-Bühne für eine Licht- und Tonshow.
Um eine übermäßige Luftfeuchtigkeit im Juwel zu vermeiden, wechselt die Strömung des Wasserfalls zwischen Kaskaden und Rinnsalen, die Luftturbulenzen reduzieren. Der Entwurfsprozess der WET Design-Ingenieure umfasste das Testen eines Modells im fünften Maßstab und eines Teilprototyps in voller Größe.

### Canopy Park
Auf der obersten Ebene von Jewel beherbergt der 14.000 m² große Canopy Park Erholungs- und Freizeitattraktionen. Etwa die Hälfte der gesamten Landschaftsgestaltung befindet sich im Canopy Park, darunter zwei Gärten: Topiary Walk und Petal Garden. Der Topiary Walk bietet an jeder Ecke tierförmige Topiaries, während der Petal Garden saisonale Blumenpräsentationen bietet. Der Park umfasst eine Hängebrücke namens Canopy Bridge, die sich 23 Meter über dem Boden befindet und einen Panoramablick auf den Regenwirbel bietet. Die 50 Meter lange Canopy Bridge verfügt im Mittelteil über einen Glasboden, der einen Blick auf Ebene 1 von Jewel bietet. Der Canopy Park beherbergt neun Lebensmittel- und Getränkehändler. Aloha Poke, Arteastiq Bistro, Burger & Lobster, Herit8ge, Prive, Rumours Bar & Grill, Tanuki Raw, The World is Flat und Tiger Street Lab befinden sich alle im fünften Stock zwischen dem Ausgang und dem Eingang zum Canopy Park.
Diese schließen ein:
- Der Park besteht auch aus zwei Labyrinthen, die sich am östlichen Ende des Juwelen befinden und als Hedge Maze und Mirror Maze bezeichnet werden. Das Hedge Maze ist Singapurs größtes mit 1,8 m hohen Heckenwänden. Das Labyrinth verfügt über Tore, die hineingeschoben werden können, um den Pfad des Labyrinths zu ändern. Es endet an einem erhöhten Wachturm, der eine Vogelperspektive auf das gesamte Labyrinth bietet. Das Spiegellabyrinth befindet sich unter der Kuppel mit Pflanzen, die sich über die Oberseite des Labyrinths verzweigen. Das Labyrinth nutzt Spiegel und verschiedene Reflexionen.[8]
- Die Sky Nets, aus Sponsoringgründen auch Manulife Sky Nets genannt, bieten Spielmöglichkeiten für Kinder, darunter ein Bouncing Net und ein Walking Net. Das springende Netz ist 250 Meter lang und an seinem höchsten Punkt 8 Meter über dem Boden aufgehängt.[9] Ein separates 50 Meter langes Walking Net ermöglicht es den Besuchern, 25 Meter auf Jewels Level 1 hinunterzuschauen
- Die Discovery-Folien verfügen über vier integrierte Folien: zwei Röhrenfolien und zwei Gleitflächen. Die gesamte Struktur befindet sich an einer Steigung, 3 m hoch an einem Ende und nahe 7 m am anderen Ende und ermöglicht es den Besuchern, das Waldtal und den Regenwirbel zu sehen.[10] Die Discovery Slides wurden von Carve entworfen und von Playpoint in Singapur gebaut.
- Die Foggy Bowls sind vier konkave Schalen mit einer Tiefe zwischen 30 cm und 65 cm, in die Menschen springen können, während Nebel freigesetzt wird, um die Illusion zu erzeugen, zwischen Wolken zu spielen.[9]

### Changi Experience Studio
Das Changi Experience Studio ist eine 3000 Quadratmeter große Fläche mit interaktiven Spielen und Anzeigen zur Geschichte des Flughafens Changi und bietet Besuchern einen Blick hinter die Kulissen des Flughafens.

## Hotel
Ein Hotel in Jewel mit ca. 130 Zimmern, das von der internationalen Hotelmarke YOTEL betrieben wird, wurde am 12. April 2019 eröffnet. Es ist das zweite Hotel von YOTEL in Singapur nach der Eröffnung des YOTEL in der Orchard Road 2017.

## Luftfahrtanlagen
Eine „integrierte multimodale Transportlounge“ bietet Ticketverkauf, Abholung von Bordkarten und Gepäcktransferservice an einem einzigen Ort. Frühe Check-in-Einrichtungen ermöglichen es den Passagieren, ihr Gepäck bis zu 24 Stunden vor den regulären Check-in-Zeiten einzuchecken und abzugeben. Es gibt spezielle Einrichtungen für Fluggäste und Flugfähren.

## Geschäfte
Jewel beherbergt sowohl lokale als auch internationale Marken, von denen 11 größere Duplex-Läden auf Ebene 2 sind. Zu den Ankermietern gehört der erste Apple Store innerhalb des Flughafenkomplexes, der größte Nike-Laden in Singapur, Marks & Spencer, MUJI, Zara, Uniqlo, Shaw Theatres, Food Junction, FairPrice Finest und Rubi Shoes.
Zu Jewel gehören auch die amerikanischen Burger-Ketten A&W Restaurants und Shake Shack, das norwegische Fast-Casual-Restaurant Pink Fish, der Schweizer Chocolatier Läderach, die Sichuan-Restaurants Xiao Bin Lou und Yu’s Kitchen, die in Boston ansässige Eisdielenkette Emack & Bolio’s, das britische Casual-Restaurant Burger & Hummer, peruanisches Restaurant TONITO, Japans Milchkäsefabrik Tokio und das erste permanente Pokémon-Zentrum in Ostasien außerhalb Japan.

## Unfall
Am 23. August 2019 starb ein 18 Monate altes Kleinkind, nachdem in einem Modegeschäft ein stehender Spiegel auf es gefallen war.

## Auszeichnungen
Der Jewel Changi Airport wurde vom Chicago Athenaeum, einem internationalen Museum für Architektur und Design, mit dem International Architecture Award 2016 ausgezeichnet.